# قطار مغناطیسی

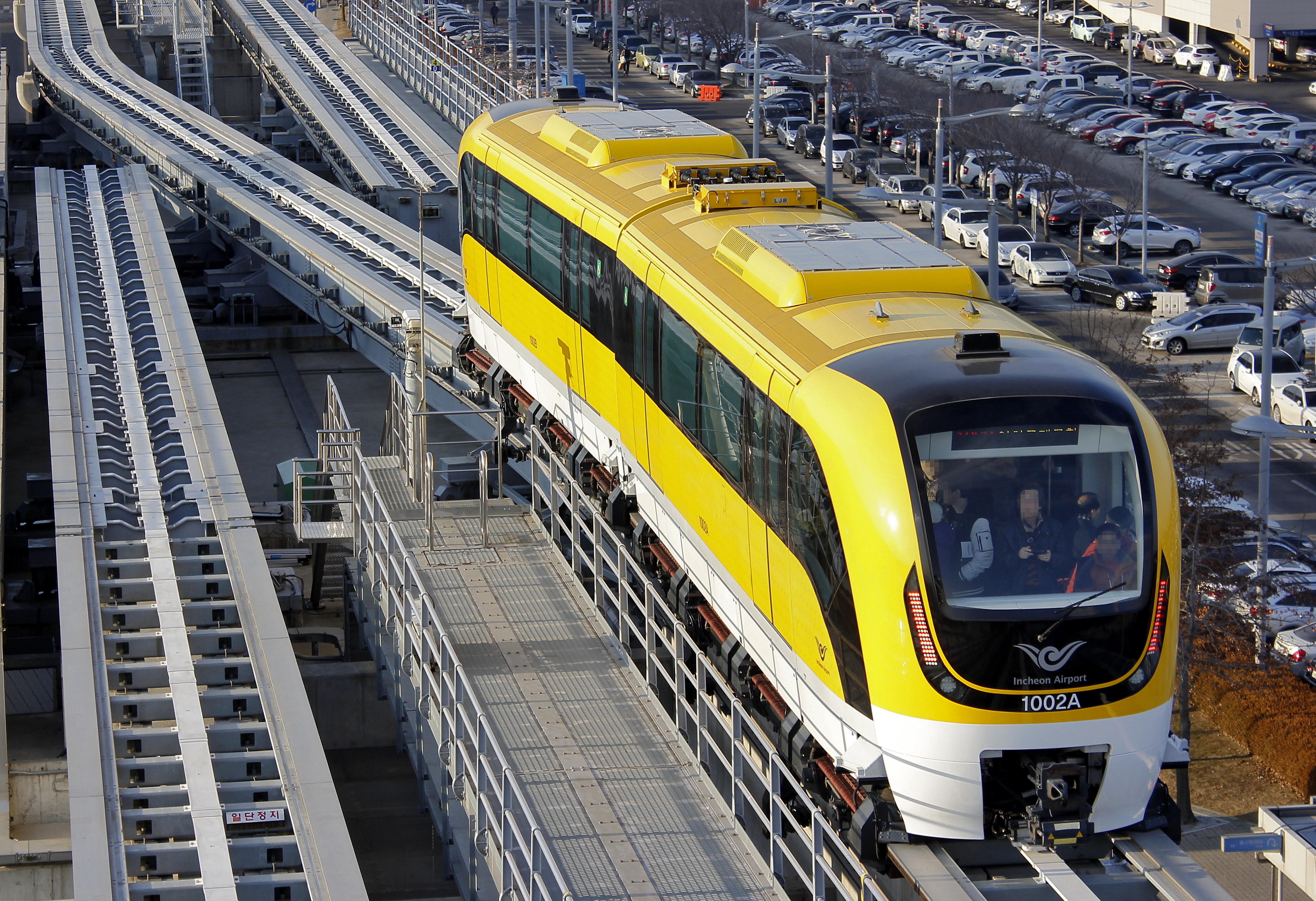
قطار مغناطیسی فرودگاه اینچئون در کره جنوبی چهارمین قطار مغناطیسی از لحاظ اقتصادی است.

قطار مغناطیسی یا مَگ‌لِو (به انگلیسی: Maglev که از Magnetic levitation به معنای شناوری مغناطیسی گرفته شده‌است) گونه‌ای سامانه ترابری توسط قطار است که از دو مجموعه آهنربا استفاده می‌کند: یک مجموعه برای بلند کردن و شناور کردن قطار بر روی ریل، و یک مجموعه برای رانش قطار به سمت جلو. مزیت این کار عدم وجود اصطکاک بین قطار و ریل است. قطار مغناطیسی در طول مسیرهای خاص «میان‌برد» (معمولاً ۳۲۰ تا ۶۴۰ کیلومتر) می‌تواند با قطار تندرو و هواپیماها رقابت کند.
در فناوری قطار مغناطیسی، دیگر واحدی تحت عنوان لوکوموتیو وجود ندارد و تنها یک بخش متحرک وجود دارد و آن خود قطار است. قطار در امتداد یک مسیر راهنمای آهنربایی حرکت می‌کند که ثبات و سرعت قطار را کنترل می‌کند. به حرکت درآوردن و شناورسازی به هیچ قطعه متحرکی نیاز ندارد. این کار با قطارهای خودکششی که دارای چندین قطعه متحرک در هر بوژی هستند، کاملاً در تضاد است. به همین دلیل قطارهای مغناطیسی ساکت‌تر و آرام‌تر از قطارهای معمولی بوده و قابلیت حرکت با سرعت‌های بسیار بالایی را دارند.
قطارهای مغناطیسی چندین رکورد سرعت ثبت کرده‌اند و شتاب‌های افزایشی و کاهشی آن‌ها بسیار بیشتر از قطارهای معمولی است؛ تنها محدودیت عملی، ایمنی مسافران و راحتی آن‌ها است. معمولاً توان مورد نیاز برای شناورسازی قطار مغناطیسی پرسرعت، درصد بسیاری از توان مصرفی کل آن نمی‌باشد. غلبه بر نیروی پسار هوا، که در سرعت‌های بالا افزایش می‌یابد، بیشترین انرژی موردنیاز را به خود اختصاص می‌دهد. ساخت سامانه قطارهای مغناطیسی بسیار گران‌قیمت‌تر از سامانه‌های معمولی می‌باشد، هر چند سادگی ساختار آن‌ها، هزینه ساخت و نگهداری قطارهای مغناطیسی را کاهش می‌دهد.
قطار مغناطیسی شانگهای، که به عنوان Shanghai Transrapid نیز شناخته می‌شود، حداکثر ۴۳۰ کیلومتر در ساعت، سرعت دارد. این خط سریع‌ترین قطار عملیاتی مغناطیسی پرسرعت جهان است که برای اتصال فرودگاه بین‌المللی پودانگ شانگهای و حومه پودانگ طراحی شده‌است. این قطار مسافت ۳۰٫۵ کیلومتری را تنها در کمی بیش از ۸ دقیقه طی می‌کند. نخستین رونمایی از آن باعث جلب توجه گسترده مردم و رسانه‌ها شد و محبوبیت این شیوه از ترابری را افزایش داد. باوجود بیش از یک قرن تحقیق و توسعه، اکنون قطار مغناطیسی پرسرعت تنها در چین موجود است و سامانه‌های ترابری قطار مغناطیسی اکنون تنها در سه کشور (ژاپن، کره جنوبی و چین) فعال هستند. توجیه هزینه‌ها و خطرات مربوط به مگلو در برابر مزایای آن نسبتاً دشوار است، به‌ویژه در مکان‌هایی که دیگر روش‌های ترابری پرسرعت مرسوم مانند قطارهای تندرو موجود باشد.

## تاریخچه
نخستین طرح قطار مغناطیسی را رابرت گدار در نوامبر سال ۱۹۰۹ پیش نهاد. او پیشنهاد کرد بین شهر بوستون و نیویورک تونلی ساخته شود که در آن قطارهای معلق در یک خلاء جزئی با نیروی مغناطیسی به حرکت در آیند. چند سال بعد در سال ۱۹۱۲ یک مهندس فرانسوی به نام امیل باشه طرحی را پیشنهاد کرد که شباهت بسیاری به وسیله مغناطیسی فعلی داشت. وسیله آزمایشی ۱۵ کیلوگرمی او در اثر آهن‌رباهای برقی تغذیه شده با جریان متناوب از زمین بلند شده و به حرکت درمی‌آمد، ولی در اثر برخورد با دیوار آزمایشگاه از بین رفت.
نخستین خط بازرگانی مگلو در شانگهای چین به راستای ۳۰ کیلومتر بوسیله شرکت آلمانی ساخته شده‌است. این راه‌آهن فرودگاه شانگهای را به مرکز این شهر پیوند داده‌است.

در ۲۲ سپتامبر ۲۰۰۶ یک مگلو در مسیر آزمایشی امسلاند در آلمان با یک واگن خدماتی برخورد کرد. بیش از بیست نفر در این حادثه کشته شدند. به گفته مقامات علت حادثه خطای انسانی بوده و ناشی از فناوری مگلو نبوده‌است.

## فناوری

قطار مغناطیسی سری L0 در مسیر تست SCMaglev در استان یاماناشی، ژاپن

در تصور عموم، «قطار مغناطیسی» اغلب مفهوم یک مسیر مونوریل مرتفع با یک موتور خطی را تداعی می‌کند. سامانه‌های قطار مغناطیسی ممکن است تک ریل یا دو ریل باشند - به عنوان مثال SCMaglev MLX01 از یک مسیر ترانشه-مانند استفاده می‌کند - و همه قطارهای مونوریل قطار مغناطیسی نیستند. برخی از سامانه‌های ترابری ریلی از موتورهای خطی استفاده می‌کنند، و از الکترومغناطیس تنها برای تأمین نیروی پیشرانه استفاده می‌کنند، بدون اینکه قطار را بر روی هوا شناور کنند. چنین قطارهایی دارای چرخ هستند و مَگ‌لِو نیستند. مسیرهای قطار مغناطیسی، که می‌توانند تک ریل باشند یا نباشند، می‌توانند در سطح زمین بوده یا در زیر زمین و در داخل تونل‌ها ساخته شوند. مسیرهای قطارهای غیر مغناطیسی نیز می‌توانند در سطح زمین یا زیر زمین ساخته شوند. برخی از قطارهای مغناطیسی دارای چرخ بوده و در سرعت‌های پایین بر روی چرخ حرکت می‌کنند اما در سرعت‌های بالاتر شناور می‌شوند. این امر معمولاً در قطارهای تعلیق الکترودینامیکی وجود دارد. عوامل آیرودینامیکی نیز ممکن است در تعلیق چنین قطارهایی نقش داشته باشد.

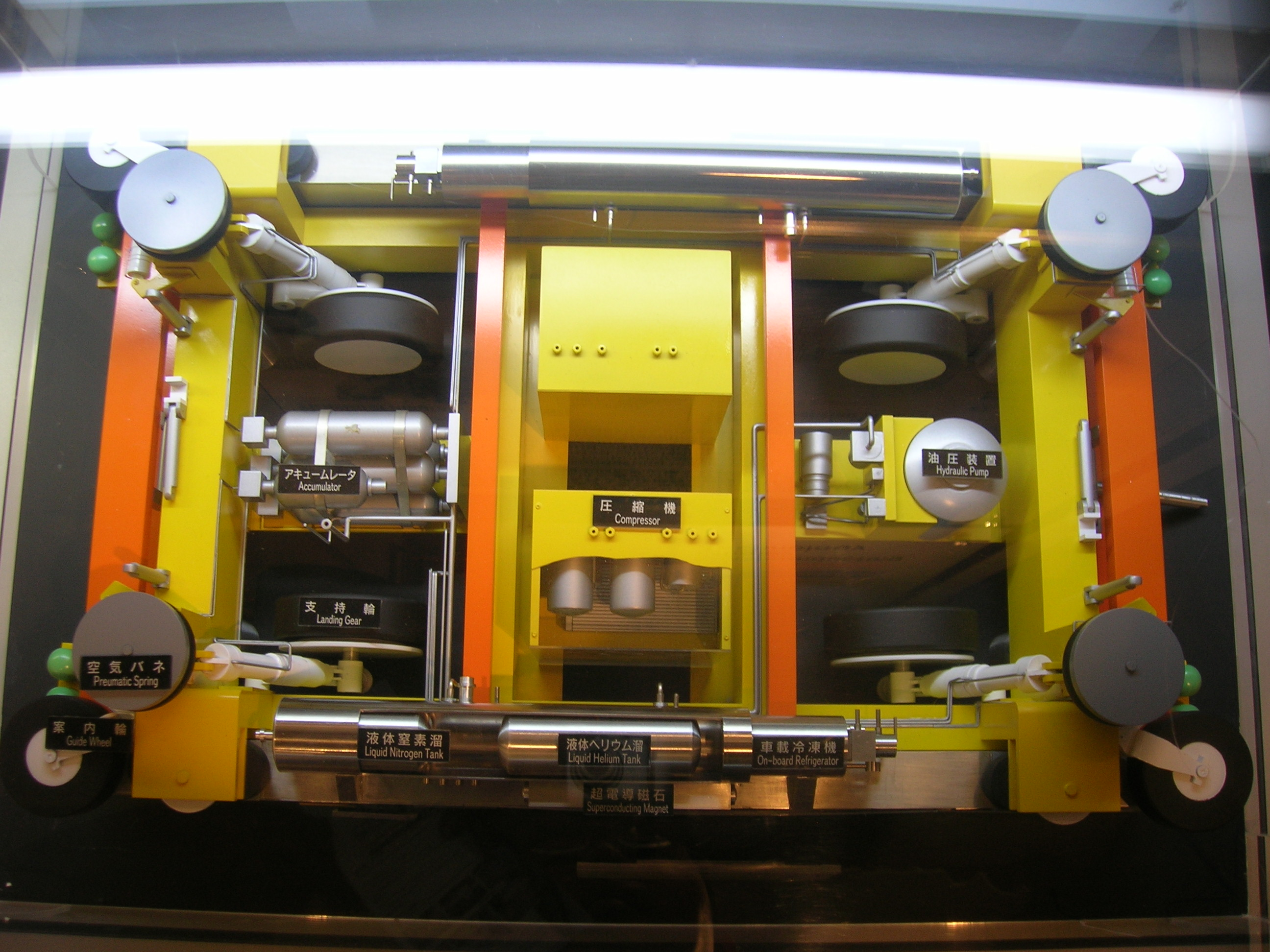
بوژی آهنربای ابررسانا در قطار مغناطیسی MLX01.

دو گونه اصلی فناوری قطارهای مغناطیسی عبارتند از:
- سامانه تعلیق الکترومغناطیسی (EMS)، آهنرباهای الکتریکی کنترل شده در قطار، آن را به مسیر هدایت مغناطیسی (معمولاً فولادی) جذب می‌کند.
- سامانه تعلیق الکترودینامیکی (EDS) از آهنرباهای الکتریکی ابررسانا یا آهنرباهای دائمی قوی استفاده می‌کند که یک میدان مغناطیسی ایجاد می‌کنند، که در هنگام وجود حرکت نسبی باعث ایجاد جریان در هادی‌های فلزی مجاور می‌شود و قطار را به سمت موقعیت شناوری طراحی شده در مسیر راهنما سوق می‌دهد و می‌کشد.

### تعلیق الکترومغناطیسی (EMS)

برای شناور کردن قطارهای ترانسرپید از تعلیق الکترومغناطیسی استفاده می‌شود تا سرعت این قطارها بیشتر از قطارهای چرخدار باشد.

در سامانه‌های تعلیق الکترومغناطیسی (EMS)، قطار بالای یک ریل فولادی شناور می‌شود در حالی که آهنرباهای الکتریکی متصل به قطار، از پایین به سمت ریل جهت‌دهی می‌شوند. این سامانه به‌طور معمول بر روی یک دسته بازوی C شکل چیده شده، که قسمت بالایی بازو به خودرو متصل است، و لبه داخلی پایین آن شامل آهنربا است. ریل در داخل C، بین لبه‌های بالا و پایین قرار دارد.
جاذبه مغناطیسی با مجذور فاصله نسبت عکس دارد، به همین دلیل تغییرات جزئی در فاصله بین آهنربا و ریل نیروهای بسیار متفاوتی ایجاد می‌کند. این تغییرات در نیرو به صورت دینامیکی ناپایدار است - کمی واگرایی از موقعیت مطلوب تمایل به رشد دارد و برای حفظ فاصله ثابت از مسیر (که تقریباً ۱۵ میلی‌متر است) به سامانه‌های بازخورد پیچیده‌ای نیاز دارد.
مهمترین مزیت قطارهای مغناطیسی معلق این است که برخلاف سامانه‌های الکترودینامیکی که تنها با حداقل سرعت ۳۰ کیلومتر در ساعت کار می‌کنند، این سامانه‌ها می‌توانند در تمام سرعت‌ها کار کنند. با این کار نیاز به سامانه تعلیق کم سرعت جداگانه برطرف می‌شود و می‌توان طرح مسیر را ساده کرد. نقطه ضعف آن اما این است که، ناپایداری دینامیکی نیاز به مسیری با تلرانس‌های دقیق دارد. اریک لیتویت که به عنوان پدر شناوری مغناطیسی شناخته می‌شود نگران بود که برای رسیدن به تلرانس‌های لازم، گپ بین آهنربا و ریل باید به حدی افزایش یابد که باعث افزایش اندازه آهنرباها به‌طور نامعقولی شود. در عمل، این مشکل توسط سامانه‌های بازخورد بهبود یافته، که از تلرانس‌های لازم پشتیبانی می‌کنند، برطرف شد.

### تعلیق الکترودینامیکی (EDS)

تعلیق EDS در SCMaglev ژاپنی توسط میدان‌های مغناطیسی القایی بر دو طرف واگن با عبور آهنرباهای ابررسانای موجود بر روی واگن تأمین می‌شود.

در سامانه تعلیق الکترودینامیکی (EDS)، هر دو مسیر راهنما و قطار یک میدان مغناطیسی اعمال می‌کنند و قطار توسط نیروی دافعه و جذب بین این میدان‌های مغناطیسی معلق می‌شود. در برخی از چیدمان‌ها، قطار تنها با نیروی دافعه قابل حرکت است. برخلاف سامانه‌های جدید EDS که دافعه‌ای جذبی هستند، در مراحل اولیه توسعه مگ‌لو در مسیر آزمایشی میازاکی، از یک سامانه کاملاً دافعه‌ای استفاده شده بود. میدان مغناطیسی یا توسط آهنرباهای ابررسانا (مانند JR-Maglev) یا با آرایه‌ای از آهنرباهای دائمی (مانند Inducrack) تولید می‌شود. نیروی دافعه و جذب در مسیر توسط یک میدان مغناطیسی القایی در سیم‌ها یا نوارهای رسانای دیگر در مسیر ایجاد می‌شود.

شماتیک پیشرانه قطارهای EDS با استفاده از کویل‌های پیشرانه

یک مزیت عمده سامانه‌های EDS قطارهای مغناطیسی این است که به صورت پویا پایدار هستند - تغییر در فاصله بین مسیر و آهنربا به صورت ذاتی باعث ایجاد نیروهایی قوی برای بازگشت سامانه به موقعیت اولیه خود می‌شود. همچنین، نیروی جاذب نیز برعکس عمل می‌کند، و همان اثرات تنظیم را فراهم می‌کند. به هیچ کنترل فیدبک فعالی نیاز نیست.

## مزایا و معایب مگلو
برخی از مزایای مگ‌لو نسبت به سامانه‌های ریلی عبارتند از: سرعت بیشتر، امکان افزایش فراز تا ۱۰ درصد و پایین بودن اصطکاک و برخی معایب این سامانه عبارتند از: سابقه عملیاتی کم و نابالغ بودن فناوری، وابستگی به یک کشور، حساسیت به زلزله به‌ویژه در نوع آلمانی، نداشتن سابقه مسافت طولانی، هزینه ۴۰ تا ۶۰ میلیون دلار بر کیلومتر و ایمنی پایین 
همچنین فناوری مگلو مشترکات کمی با ترابری ریلی سنتی دارد و با خطوط ریلی معمولی سازگار نیست.
قطار مگلو در سرعت‌های بالا سروصدای آزاردهنده‌ای دارد و میدان قوی مغناطیسی پیرامون مسیر قطار نیر تشعشعاتی دارد.

## نمونه‌ها

### شانگهای
قطار مگلو شانگهای در سال ۲۰۰۴ در مسافت ۳۰٫۵ کیلومتر از فرودگاه پودونگ تا شهر شانگهای افتتاح شد. سرعت حداکثر ۴۳۱ و زمان سیر ۷ دقیقه و قیمت بلیط آن ۷ دلار است و برای مسافران پرواز حدود ۶ دلار و رفت و برگشت ۱۱ دلار.
عملیات ساخت این پروژه در سال ۲۰۰۱ آغاز و هزینه ساخت این سامانه ۱٫۳۳ میلیارد دلار گردید.
تشعشع ناشی از میدان قوی مغناطیسی مسیر قطار باعث شده‌است تا مسئولان خط مگلو شانگهای ناچار به خرید و تملک اراضی اطراف خط به منظور ایجاد یک ناحیه خالی از سکنه بین مسیر مگلو و نواحی مسکونی شوند.

### هامبورگ
TRANSRAPID 05 نخستین قطار مگلو با محرک طولی مغناطیسی بود که توانست مجوز، جهت ترابری مسافر را بدست آورد. در سال ۱۹۷۹ در نخستین نمایشگاه بین‌المللی ترابری در هامبورگ، خطی از این نوع به طول ۹۰۸ متر به نمایش درآمد. استقبال بازدید کنندگان از این خط به قدری بود که نمایش آنرا به مدت ۳ ماه پس از اتمام نمایشگاه تمدید کردند و دراین مدت بیش از ۵۰۰۰۰ مسافر توسط آن جابه‌جا شد.
این خط مجدداً در سال ۱۹۸۰ در شهر Kassel (شهری در آلمان) مورد استفاده قرار گرفت.

### در دولت ایران
قراردادی میان ایران و آلمان در سال ۸۸ توسط دولت نهم برای اجرای پروژه خط مگلو تهران-مشهد با نام «قطار تندرو تهران - مشهد» منعقد شد. طول اجرای طرح ۸۶۰ کیلومتر بود و مقرر بود که در زمان دو ساعت تعداد ۱۱۷۲ نفر مسافر را با ۱۰ واگن کشنده از تهران به مشهد منتقل کند. پس از گذشت مدتی، این طرح به علت هزینه بسیار، از سوی کارشناسان وزارت راه و ترابری نامناسب تشخیص داده شد و بدین شکل این طرح از سوی هیئت دولت لغو گردید.